# Gornji Javoranj
Gornji Javoranj falu Horvátországban, Sziszek-Monoszló megyében. Közigazgatásilag Dvorhoz tartozik.

## Fekvése
Sziszek városától légvonalban 40, közúton 73 km-re délre, községközpontjától légvonalban 7, közúton 10 km-re északnyugatra a Báni végvidék déli részén, a Zrinyi-hegység déli lejtőin fekszik.

## Története
Javoranj neve a juharfa szláv nevéből a javorból származik és olyan helyet jelöl, ahol sok az ilyen fa. Betelepülésének előzményeként az 1683 és 1699 között felszabadító harcokban a keresztény seregek kiűzték a térségből a törököt és a török határ az Una folyóhoz került vissza. Ezután a török uralom alatt maradt Közép-Boszniából, főként a Kozara-hegység területéről és a Sana-medencéből  pravoszláv szerb családok érkeztek a felszabadított területekre. Az újonnan érkezettek szabadságjogokat kaptak, de ennek fejében határőr szolgálattal tartoztak. El kellett látniuk a várak, őrhelyek őrzését és részt kellett venniük a hadjáratokban. Javoranj benépesülése is a 17. században kezdődött, majd több hullámban a 18. században is folytatódott. 1696-ban a szábor a bánt tette meg a Kulpa és az Una közötti határvédő erők parancsnokává, melyet hosszas huzavona után 1704-ben a bécsi udvar is elfogadott. Ezzel létrejött a Báni végvidék (horvátul Banovina), mely katonai határőrvidék része lett. 1745-ben megalakult a Petrinya központú második báni ezred, melynek fennhatósága alá ez a vidék is tartozott. 1790-ben felépítették a falu mai templomát.
1881-ben megszűnt a katonai közigazgatás és Zágráb vármegye Kostajnicai járásának része lett. A 20. század első éveiben a kilátástalan gazdasági helyzet miatt sokan vándoroltak ki a tengerentúlra. 1918-ban az új szerb-horvát-szlovén állam, majd később Jugoszlávia része lett. A második világháború idején a Független Horvát Állam része volt, de lakói közül sokan csatlakoztak a partizánegységekhez. A megtorlások áldozatainak 1961-ben emlékművet állítottak. A háború után a béke időszaka köszöntött a településre. Enyhült a szegénység és sok ember talált munkát a közeli városokban. Ennek következtében újabb kivándorlás indult meg. Sok fiatal települt át a jobb élet reményében Glinára, Dvorra, Petrinyára, Bosanski Noviba. A falu 1991. június 25-én jogilag a független Horvátország része lett, de szerb lakói a Krajinai Szerb Köztársasághoz csatlakoztak. A falut 1995. augusztus 8-án a Vihar hadművelettel foglalta vissza a horvát hadsereg. A szerb lakosság többsége elmenekült. 2011-ben 65 lakosa volt.

## Népesség
| Lakosság változása | Lakosság változása | Lakosság változása | Lakosság változása | Lakosság változása | Lakosság változása | Lakosság változása | Lakosság változása | Lakosság változása | Lakosság változása | Lakosság változása | Lakosság változása | Lakosság változása | Lakosság változása | Lakosság változása | Lakosság változása |
| ------------------ | ------------------ | ------------------ | ------------------ | ------------------ | ------------------ | ------------------ | ------------------ | ------------------ | ------------------ | ------------------ | ------------------ | ------------------ | ------------------ | ------------------ | ------------------ |
| 1857               | 1869               | 1880               | 1890               | 1900               | 1910               | 1921               | 1931               | 1948               | 1953               | 1961               | 1971               | 1981               | 1991               | 2001               | 2011               |
| 0                  | 0                  | 0                  | 0                  | 0                  | 0                  | 0                  | 527                | 232                | 237                | 223                | 185                | 169                | 169                | 62                 | 65                 |

(Lakosságát Javoranj néven 1921-ig Donji Javoranjhoz számították.)

## Nevezetességei
- Szent Petka Paraskeva tiszteletére szentelt pravoszláv parochiális temploma[4] 1790-ben épült. Egyhajós épület téglalap alaprajzzal, sokszög záródású szentéllyel. A főhomlokzat felett emelkedik a harangtorony, tetején ónnal fedett, hosszúkás laternás toronysisakkal. A hajó csehboltozatos. A homlokzatot sekély lizénák tagolják, melyek között ablakok vannak. A homlokzat stílusjegyei a 19. századot tükrözik. A templom a második világháborúban megsérült. Az épület a barokk-klasszicista jellegzetességeivel az ortodox templomok szép példája.
- A fasiszta terror áldozatainak emlékművét 1961-ben avatták fel.